# Joan Vila Puig
Joan Vila Puig (Sant Quirze del Vallès, 10 de novembre de 1890 - Bellaterra, 6 de març de 1963) fou un pintor paisatgista català.

## Biografia
Fill dels pagesos Isidre Vila Matas i Maria Puig Ustrell, estava destinat pels seus pares a ser constructor de carros. La intervenció, però del pintor sabadellenc Joan Vila Cinca feu que, als 14 anys, anés a viure a Sabadell i es convertís en alumne seu per tal d'aprendre l'ofici de pintor decorador. Encara molt jove, figura entre els artistes que van participar en la contraexposició de caràcter acadèmic que l'Acadèmia de Belles Arts de Sabadell va organitzar l'any 1915 a l'antic teatre de la Lliga Regionalista, com a resposta i confrontació amb les idees de l'exposició Art Nou Català que simultàniament es presentava a la ciutat.
Entre el 1911 i el 1917 estudià a Llotja amb Modest Urgell i a l'Escola de Bells Oficis de Barcelona. El 1917 rebé una pensió de l'Ajuntament de Sabadell per estudiar a la Real Academia de Bellas Artes de San Fernando. Es cansà ben aviat dels professors -a excepció de Julio Romero de Torres- i es dedicà a fer còpies al Museu del Prado.
El 1919 va per primera vegada a París i coneix els preimpressionistes. El 1922 es casa amb Maria Codina Duran i viatja a Roma, on aprofundeix en el problema de la llum, en contacte amb els primitius i els renaixentistes. En l'entremig va participar, els anys 1920 i 1922, en l'Exposició Nacional de Belles Arts de Madrid.
L'any 1924 va col·laborar amb algunes il·lustracions en l'Almanac de les Arts, en el qual es va reproduir en color un paisatge.
L'any 1930 va participar en l'exposició Barcelona vista pels seus artistes, organitzada pel Reial Cercle Artístic, que es va fer al Palau d'Arts Decoratives de Barcelona, en la qual va presentar les obres Interior de l'Hostal de la Bona Sort (núm. cat. 133) i Plaça de Medinacelli (núm. cat. 135).
Va formar part del grup dels Evolucionistes i al llarg de la seva trajectòria va fer nombroses exposicions a Granada, Sabadell, Barcelona, Girona i Reus, entre d'altres ciutats.

## Obra
Els paisatges de Vila Puig estan influenciats inicialment per Corot i Millet. Sobre l'any 1920, la crítica ja el considera un hereu dels Mir, Rusiñol i Meifrèn, però a partir del 1934 evolucionen cap a una pintura que recorda més l'escola holandesa. El nucli principal de la seva obra està format per paisatges del Vallès Occidental i es pot veure al Museu d'Art de Sabadell
Obra en museus i col·leccions catalans:
- Museu d'Art de Sabadell
- Museu de Montserrat
- Museu de Valls
- Museu d'Història de la Ciutat de Girona
- Museu Municipal de Tossa de Mar
- Vil·la Casals. Museu Pau Casals
- Museu de l'Empordà
- Museu de Mataró

## Exposicions

### Exposicions individuals
- 1920. Galeries Laietanes, Barcelona.[10]
- 1924. Galeries Dalmau, Barcelona.[10]
- 1925. Galeries Laietanes, Barcelona.[10]
- 1927. Acadèmia de Belles Arts de Sabadell.[11]
- 1927. Ateneu de Girona.[12]
- 1928. Sala Parés, Barcelona.[10][13]
- 1929. Sala Barcino, Barcelona.[10]
- 1931. Galeries Laietanes, Barcelona.[10]
- 1934. Sala Parés, Barcelona.[10]
- 1935. Sala Gaspar, Barcelona.[10]
- 1935. Acadèmia de Belles Arts de Sabadell.[10]
- 1936. Centre de Lectura de Reus.[10]
- 1944. Acadèmia de Belles Arts de Sabadell.[14]
- 1947. Centre Excursionista del Vallès.[14]
- 1955. Acadèmia de Belles Arts de Sabadell.[14]
- 1959. Acadèmia de Belles Arts de Sabadell.[14]
- 1960. Acadèmia de Belles Arts, Sabadell.
- 1964. Vila-Puig 1890-1963. Exposición Homenaje. Palau de la Virreina, Barcelona.[15]

### Exposicions col·lectives
- 1915. Exposició 1915. Acadèmia de Belles Arts de Sabadell, antic teatre Lliga Regionalista de Sabadell.[16]
- 1818. Centro Artístico.Granada.[17]
- 1920. Círculo de Bellas Artes. Madrid.
- 1920. Exposició Nacional de Belles Arts. Madrid. Obra: Del Alcázar de Sevilla.[4]
- 1921. Exposició de l'Acadèmia de Belles Arts de Sabadell. Obres: Mallorca, Del meu bosc favorit i Granada a la tarda, entre d'altres.[18]
- 1922. Exposició Nacional de Belles Arts. Madrid. Obra: Invierno.[5]
- 1923. Exposició de l'Acadèmia de Belles Arts de Sabadell.[19]
- 1925. Exposició de l'Acadèmia de Belles Arts de Sabadell Hi presenta dos paisatges.[20]
- 1927. Saló de Tardor de Barcelona. Obres: dos paisatges.[21]
- 1930. Salle d'Art Castelucho-Diana. París.
- 1930. Barcelona vista pels seus artistes. Palau de les Arts Decoratives de Barcelona.[7]
- 1941. Círculo de Bellas Artes. Madrid.
- 1942. Acadèmia de Belles Arts de Sabadell.[14]
- 1944. Acadèmia de Belles Arts de Sabadell.[14]
- 1946. Acadèmia de Belles Arts de Sabadell.[14]
- 1948. Acadèmia de Belles Arts de Sabadell (abril).[14]
- 1948. Acadèmia de Belles Arts de Sabadell (estiu).[14]
- 1949. Acadèmia de Belles Arts de Sabadell.[14]
- 1950. Acadèmia de Belles Arts de Sabadell.[14]
- 1950. Exposició Nacional de Belles Arts, Madrid. Obres: Contraluz, Alrededores de mi estudio i Paisaje de alta montaña.[22]
- 1952. Exposició Nacional de Belles Arts. Madrid. Obres: Esterri, Santiga i Espot.[23]
- 1953. Primer Saló Biennal de Belles Arts. Caixa d'Estalvis de Sabadell.[14]
- 1957. Tercer Saló Biennal de Belles Arts. Caixa d'Estalvis de Sabadell.[14]
- 1957. Salón Dardo. Madrid.
- 1957. Galeries Laietanes. Barcelona
- 1957. Exposición Nacional de Bellas Artes, Madrid. Obres: El puente y la ermita, Árboles en invierno i Sinfonía en ocre.[24]
- 1959. Quart Saló Biennal de Belles Arts. Caixa d'Estalvis de Sabadell.[14]
- 1961. Sala Eureka. Madrid.
- 1966. Sala de Exposiciones de la Dirección General de Bellas Artes. Madrid.[25]
- 2011. Fundació Palau.[26]

## Premis i reconeixements
- 1921. Segon premi del concurs de pintura Cau de la Costa Brava, de Palamós. Obra: A cala Maria Mut.[27]
- 1929. Tercera medalla a l'Exposición Nacional de Bellas Artes. Barcelona.[28]
- 1930. Segona medalla a l'Exposición Nacional de Bellas Artes. Madrid.
- 1934. Primera medalla a l'Exposición Nacional de Bellas Artes. Madrid. Obra Hivern.[29]
- 1942. Premi Extraordinari del Ministerio de Educación Nacional a l'Exposición Nacional de Bellas Artes. Barcelona. Obra Girona.
- 1942. Medalla de Plata de la Ciutat de Sabadell.
- 1948. Medalla d'Or del Círculo de Bellas Artes de Madrid.
- 1953. Medalla Vila Cinca de l'Acadèmia de Belles Arts de Sabadell.[30]

## La Casa de Cultura Vila Puig
Ja l'any 1945, el seu poble natal li ofereix un homenatge, dona el seu nom al carrer Major del poble i col·loca una placa commemorativa a la façana de la casa on va néixer, el número 43. Però l'any 2005, l'Ajuntament de Sant Quirze del Vallès, després de comprar l'edifici i rehabilitar-lo, el converteix en la Casa de Cultura Vila Puig.

## Vila Puig i l'Acadèmia de Belles Arts de Sabadell
Joan Vila Puig mantingué sempre una profunda relació amb l'Acadèmia de Belles Arts de Sabadell. El 1944 en va ser elegit president i en fou en dues ocasions distintes.
En complir-se el desè aniversari de la seva mort, l'any 1973, l'Acadèmia, amb el patrocini del Banc de Sabadell organitzà una gran exposició antològica amb 73 obres, totes elles olis, edità un catàleg amb una cronologia de l'artista i encunyà una medalla commemorativa.